# V585 Возничего
V585 Возничего (лат. V585 Aurigae), HD 282465 — двойная затменная переменная звезда типа Беты Лиры (EB) в созвездии Возничего на расстоянии (вычисленном из значения параллакса) приблизительно 1707 световых лет (около 523 парсеков) от Солнца. Видимая звёздная величина звезды — от +11,45m до +11,05m. Орбитальный период — около 0,5353 суток (12,847 часов).

## Характеристики
Первый компонент — жёлто-белая звезда спектрального класса F5. Эффективная температура — около 5332 К.
Второй компонент — жёлто-белая звезда спектрального класса F.